# جهانی‌شدن محیط زیست
جهانی شدن محیط زیست به اقدامات و مقررات هماهنگ بین‌المللی، غالباً در قالب معاهدات بین‌المللی در مورد حفاظت محیط زیست اشاره دارد. برای دیدن نمونه‌ای از جهانی‌شدن محیط زیست می‌توان از مجموعه‌ای از معاهدات بین‌المللی مربوط به موافقتنامه چوب استوایی طی سال‌های ۱۹۸۳، ۱۹۹۴، ۲۰۰۶، تأسیس سازمان بین‌المللی چوب استوایی یا ترویج مدیریت پایدار جنگل‌های استوایی نام برد. جهانی‌سازی محیط زیست معمولاً توسط سازمان‌های مردم‌نهاد و دولت‌های مربوط به کشورهای توسعه‌یافته حمایت می‌شود، اما با مخالفت کشورهای در حال توسعه که طرح‌های حامی محیط زیست را مانع توسعه اقتصادی خود می‌دانند، مواجه شده‌است.

## تعاریف و ویژگی‌ها
کارل اس. زیمرر، جهانی‌ شدن محیط زیست را به عنوان نقش رو به رشد سازمان‌دهی موسسات مدیریت در سطح جهانی، سیستم‌های دانش و نظارت، و استراتژی‌های هماهنگ با هدف منابع، انرژی و مسائل حفاظتی تعریف کرد. استیون یرلی، از این مفهوم به عنوان «جهانی‌ شدن نگرانی‌های زیست محیطی» یاد کرده‌است. گرینگر همچنین به مطالعه‌ای توسط کلارک اشاره نمود که به گفته وی، راه کار اولیه این مفهوم بود و سه جنبه از جهانی شدن محیط زیست را برجسته نمود: «جریان‌های جهانی انرژی، مواد و ارگانیسم‌ها، فرمول‌بندی و پذیرش جهانی ایده‌ها در مورد محیط زیست جهانی و حکمرانی زیست‌محیطی، از طریق یک شبکه در حال رشد.»

## تاریخچه
گرینگر جهانی‌ شدن محیط زیست را در چارچوب توافقنامه‌های بین‌المللی در مورد ابتکارات حامیان محیط زیست مورد بحث قرار داده‌است. به گفته وی، مقدمه جهانی‌سازی زیست‌محیطی مدرن را می‌توان در جنگل‌داری علمی دوران استعمار با تحقیق در مورد چگونگی ایجاد و احیای جنگل‌ها مشاهده نمود. از ابتکارات مدرنی که به جهانی شدن محیط زیست کمک می‌کند، می‌توان از کنفرانس ۱۹۷۲ سازمان ملل متحد در مورد محیط زیست انسانی نام برد که با حمایت بانک جهانی در دهه ۱۹۸۰ که پروژه‌های توسعه برای حفاظت از مردم بومی و حفظ تنوع زیستی به آن نیاز داشت، نشات گرفته‌است. همچنین نمونه‌های دیگر چنین ابتکاری شامل معاهداتی است مانند موافقتنامه بین‌المللی چوب استوایی در سالهای ۱۹۸۳، ۱۹۹۴، ۲۰۰۶. بنابراین، بر خلاف سایر طرح‌ها و پروژه‌های قوی جهانی‌شدن اقتصادی، سیاسی و فرهنگی در قرن ۱۹، جهانی شدن محیط زیست، پدیده‌ای جدیدتر است که به‌طور جدی در نیمه پایانی قرن بیستم آغاز گردید. به‌طور مشابه، استیون یرلی بیان می‌کند که در همان زمان بود که جنبش محیط زیست در مقیاس بین‌المللی و ابعاد جهانی موضوعات شروع به سازمان‌دهی کرد. برای مثال، اولین روز زمین در سال ۱۹۷۰ جشن گرفته شد.

## طرفداران و مخالفان
به گفته گرینگر، جهانی‌ شدن محیط زیست در قالب ابتکارات بین‌المللی حامی محیط زیست، معمولاً توسط سازمان‌های غیردولتی مختلف و کشورهای توسعه‌یافته حمایت می‌شود. اما کشورهای در حال‌ توسعه (گروه ۷۷) با آن مخالفت می‌کنند و ابتکارات حمایت از محیط زیست را مانع توسعه اقتصادی خود می‌دانند.
سازمان تجارت جهانی نیز مورد انتقاد قرار گرفته است، زیرا روی جهانی‌ شدن اقتصاد یا آزادسازی تجارت به دلیل نگرانی‌های مربوط به حفاظت از محیط زیست، متمرکز شده است. استیون یرلی می‌گوید که این سازمان نباید ضد محیط ‌زیست توصیف گردد. روشن است که تصمیمات آن تأثیر عمده‌ای بر محیط‌ زیست در سراسر جهان دارد. این تصمیم‌ها عمدتاً مبتنی بر عوامل اقتصادی هستند. امری که در آن به نگرانی‌های زیست‌محیطی اهمیت ثانویه داده می‌شود.